# Miloš Pick
Miloš Pick (16. srpna 1926 Libáň u Jičína – 30. října 2011), byl československý a český ekonom a publicista.

## Život a dílo

### Dětství, mládí, nacismus
Vyrůstal v Libáni u Jičína, kde jeho rodina vlastnila malou továrnu. Za protektorátu byl v Pick rámci pronásledování Židů i za svou podvratnou činnost (s kamarádem tiskli a distribuovali letáky) jako šestnáctiletý v lednu 1943 odtransportován do Terezína, v září 1944 pak do Osvětimi. Plynové komoře se mu však podařilo uniknout díky včasnému varování přítele Gerta Körbela, na jehož radu Mengelemu nahlásil vyšší věk a povolání strojního zámečníka – a tak byl od listopadu 1944 do dubna 1945 pracovně nasazen v továrně v Meuselwitzu, pobočce Buchenwaldu. Na konci války, v dubnu 1945, uprchl se skupinou přátel (mimo jiné s novinářem Milanem Weinerem) z pochodu smrti. Z Židů odvezených z Libáně přežil jen Miloš Pick se sestrou Soňou, jejich rodiče zahynuli v Osvětimi.

### Studium, výzkum, 60. léta, „normalizace“
Vystudoval statisticko-ekonomické inženýrství na ČVUT v Praze, kde pak pracoval v Ústavu pro hospodářský a sociální výzkum (pod vedením Josefa Goldmanna a Josefa Kohna-Fleka), po jehož zrušení přešel do tehdy nově ustaveného Státního plánovacího úřadu. Většinu života věnoval ekonomickému výzkumu – v Československém výzkumném ústavu práce a sociálních věcí v Bratislavě, Ekonomickém ústavu ČSAV v Praze, Prognostickém ústavu ČSAV (vedený Valtrem Komárkem) v Praze, Vídeňském ústavu pro mezinárodní ekonomické komparace ve Vídni. Aktivně se angažoval v KSČ, do které vstoupil v roce 1943. V reformních dobách šedesátých letech se v ústředních orgánech československé státní správy zabýval mezinárodními komparacemi produktivity a zaváděním pětidenního pracovního týdne. Po srpnu 1968, v době „normalizace“ byl vyloučen z KSČ a brzy pak nesměl publikovat.

### Po listopadu 1989
Po listopadu 1989 byl ekonomickým poradcem některých ekonomických představitelů vlád ČSFR a ČR, mj. ve „Vlasákově týmu“ pro alternativní strategii ekonomické reformy, a odborové centrály ČMKOS. Publikoval knižně, v odborném ekonomickém tisku, psal i pro širší veřejnost. Měl jasnou představu o tom, kam by se Česká republika měla ubírat, čím by se měla stát – „svobodnou a solidární znalostní společností založenou na souhře trhu a státu“.
Polistopadovou ekonomickou politiku – „divokou“ i kupónovou privatizaci spojenou s výkupem akcií spekulanty, šokovou restauraci kapitalismu – považoval za promarněnou šancí, dostat se do „elitního kruhu západních zemí Evropy“. Podle Picka se Česká republika, vstupující do ekonomické transformace jako středně vyspělá průmyslová země, nejen zbytečně zbavila životaschopných konkurenceschopných podniků, ale navíc přeživší zbytky „darovala“ zhruba 400 horním rodinám. Tím vznikla oligarchizovaná struktura, určující dění v ČR dodnes. Privatizace měla být uskutečňovaná postupně a v souběhu s ochranou vnitřního trhu, čímž by se mj. mohlo zabránit podstatnému odlivu kapitálu ze země a poklesu produktivity práce. Místo toho se ČR stala zemí s „politikou podbízení, levné práce a daňového dumpingu“, s podstatnou nekonkurenceschopností, vymizením vnitřního trhu, exportně taženou ekonomikou, se snižováním mezd a „nulovými“ investicemi.

### Sociální stát, neoliberalismus, globalizace – ekonomika a společnost
Pickova analýza sociálního státu jej vedla k návrhu „funkčního řešení“, v kterém dělí formy sociálního státu na tři skupiny:
- „zadržovací model“ (např. Německo, Francie, Itálie), který funguje na bázi škrtů v sociálních výdajích a tedy desinvesticích do školství a sociálních potřeb, a který považuje za trvale fiskálně neudržitelný,
- „hybridní model“ (např. Blairův) model třetí cesty, přinášející aktivní zvyšování zdrojů a zaručující konkurenceschopnost a hospodářský růst na úkor životního standardu, včetně politiky levné práce a pružného pracovního trhu,
- „znalostně-sociální model“, „efektivní cílový model“, „tržní socialismus“ (např. Skandinávie), kloubící sociální soudržnost (solidaritu) s růstem produktivity práce a reálných mezd a vytvářející vysoce kvalitní „konkurenční statky“ – Pickem označený také jako „východisko z kapitalismu i socialismu“ – systém konkurenceschopný i vůči strukturám založeným na bázi podbízení a levné práce, či struktuře „neoliberálně znalostní“ (např. USA, „s dvakrát menší produktivitou práce“ než v „solidární“ EU).[5]

Podle Picka je nutno zkrotit globalizaci, aby přestala být neoliberální hrozbou a stala se služebníkem – regulovat kapitálové trhy, přehodnotit znevýhodňující zahraniční obchod méně vyspělých ekonomik. Dále je třeba posilovat tvorbu, osvojování a uplatňování znalostí, nediskriminační přístup k nim – což je nejen sociálnější, ale i ekonomicky účinnější. Dlouhodobé zdroje jsou hlavně ve zvyšování produktivity výrobních činitelů – především produktivity práce – v soutěži s „nesociálními“ státy jde o prvenství v ekonomice. Sociální stát má k tržní motivaci podniků navíc nejen motivační sílu sociální soudržnosti, ale i solidární přístup k intelektualizaci člověka. Svět potřebuje mocenskou rovnováhu. Je nutné překonat jeho monopolaritu a vytvářet svět multipolární, aby supervelmocí bylo více než jediná, aby byly další „Evropské unie“ ve světě.

### Citáty
„Schematická terapie neoliberálů – těžce nemocného, ještě zchoulostivělého pacienta hodit po hlavě do hluboké, mrazivé vody i bez předchozí rekonvalescence a rehabilitačního tvrdého tréninku a místo toho mu jen předepsat redukční dietu – se nezdá být nejšťastnější.“
—Miloš Pick, Stát blahobytu, nebo kapitalismus? – My a svět v éře neoliberalismu 1989–2011, 2009/11
„Nemohu ... nabídnout jistotu, jen naději, ale to není málo, je to strašná síla. Je to víra v člověka, že dlouhodobě zvítězí ti dobří a dobro v nich. Nejen morálním kázáním, ale utvářením společenského systému, který to umožní.“
—Miloš Pick, Naděje se vzdát neumím, 2010
„...lidé jsou také voliči. Měli by se podílet na řešení ... každodenních otázek a mluvit do toho, protože to dává určitou naději, že politici budou pod tlakem, aby hledali řešení, která pomohou, a ne která budou škodit.“
—Miloš Pick, v rozhovoru s Vilémem Faltýnkem Nevyslyšená polemika Miloše Picka

## Publikace
(recenze publikací, také s citáty z nich – viz též odkazy v referencích)
- Stát blahobytu, nebo kapitalismus? – My a svět v éře neoliberalismu 1989–2011 (vybrané články autora), s doslovem Jana Kellera, Grimmus, Všeň 2009, 2. doplněné vydání 2011, ISBN 978-80-87461-05-1 – ukázka online na issuu.com, online na ereading.cz (15 stran)
- Naděje se vzdát neumím, Doplněk, Edice osudů, Brno 2010
- Verstehen und nicht vergessen: durch Theresienstadt, Auschwitz und Buchenwald-Meuselwitz – jüdische Schicksale in Böhmen 1938–1945 (Porozumět a nezapomenout: cesta Terezínem, Osvětimí a Buchenwaldem-Meuselwitzem – židovské osudy v Čechách 1938–1945), do němčiny přeložila Liselotte Teltscherová, vydal Erhard Roy Wiehn, Hartung-Gorre, Konstanz 2000, ISBN 3-89649-544-5
- Přes Acherón zpátky to šlo hůř – opožděná zpověď vnoučatům..., vydalo Státní židovské muzeum, Augusta, Litomyšl 1997, ISBN 80-86048-02-0
- Problémy přechodu k tržní ekonomice, autoref. kand. dis. 27.11.1991, Československá akademie věd
- Vybrané otázky substituce živé práce s technikou, spoluautor: Zdeněk Karpíšek, ÚVTR, výzkumné práce, řada Vztahy technického a ekonomického rozvoje, Praha 1975
- Ako zvýšime produktivitu práce a skrátime pracovný čas, Práca Malá knižnica ekonomiky, Bratislava 1960
- Předpoklady růstu produktivity práce a zkracování pracovní doby, s předmluvou Viléma Kúna, Práce Knižnice odboráře, Praha 1960